# Su凸ko D凹koi
Su凸ko D凹koi，日本的女子樂團。

## 出道過程

### 2018年在台灣跨年
2018年12月31日，在基隆市、臺中市跨年。

## 外部連結
- 官方網站（页面存档备份，存于）（日語）
- くずぶろぐ部落客（页面存档备份，存于）（日語）
- ぱるぶろぐ部落客（页面存档备份，存于）（日語）
- ラブホに帰ろう部落客（页面存档备份，存于）（日語）
- どい的Instagram帳戶（日語）
- Su凸ko D凹koi すっとこどっこい的X（前Twitter）（日語）
- どい(Su凸ko D凹koi)11.30渋谷O-WESTワンマンをやった女的X（前Twitter）（日語）
- りなぱる(Su凸koD凹koi)的X（前Twitter）（日語）
- おうむ（Su凸ko D凹koi）的X（前Twitter）（日語）